# 大叶茶
大叶茶（學名：Camellia sinensis var. assamica）也叫普洱茶树、阿萨姆茶树，是茶树的变种，原产云南南部、广西南部、广东南部、海南以及东南亚。其叶即云南普洱茶、蚂蚁茶、苦茶以及阿萨姆红茶的原料。